# 41. Berlini Nemzetközi Filmfesztivál
A 41. Berlini Nemzetközi Filmfesztivál 1991. február 15. és 26. között került megrendezésre, a nyitófilm Claude Berritől az Uranus volt. Az Arany Medve díjat Marco Ferreri filmje, a Mosolyotthon nyerte. A fesztivál retrospektív programját a hidegháborús filmeknek szentelték.

## Zsűri
Az alábbi emberek voltak a fesztivál zsűrijének tagjai:
- Michael Ballhaus, nyugat-német vezető operatőr - Zsűrielnök
- Margaret Ménégoz, francia producer - Társelnök
- Vadim Abdrashitov, szovjet filmkészítő
- Suzana Amaral, brazil filmkészítő
- Steven Bach, amerikai író és producer
- Roberto Benigni, olasz színész és filmkészítő
- Gyarmathy Lívia, magyar rendező és forgatókönyvíró
- Helke Misselwitz, kelet-német filmkészítő
- Otto Sander, nyugat-német színész
- Stephen Silverman, amerikai színész
- Rita Tushingham, brit színésznő

## A fesztivál programja

### Versenyben lévő filmek
Az alábbi filmek voltak versenyben az Arany Medve- és az Ezüst Medve-díjakért:
| Magyar cím                     | Eredeti cím                    | Rendező            | Ország                                                                              |
| ------------------------------ | ------------------------------ | ------------------ | ----------------------------------------------------------------------------------- |
| Amelia Lópes O'Neill           | Amelia Lópes O'Neill           | Valeria Sarmiento  | Chile, Svájc, Franciaország, Spanyolország                                          |
| The Ballad of the Sad Café     | The Ballad of the Sad Café     | Simon Callow       | Egyesült Királyság, Amerikai Egyesült Államok                                       |
| Cabeza de Vaca                 | Cabeza de Vaca                 | Nicolás Echevarría | Mexikó, Spanyolország, Franciaország, Amerikai Egyesült Államok, Egyesült Királyság |
| Il viaggio di Capitan Fracassa | Il viaggio di Capitan Fracassa | Ettore Scola       | Franciaország, Olaszország                                                          |
| La condanna                    | La condanna                    | Marco Bellocchio   | Olaszország, Svájc, Franciaország                                                   |
| Farkasokkal táncoló            | Dances with Wolves             | Kevin Costner      | Amerikai Egyesült Államok                                                           |
| Hullámtörés                    | Fortune Express                | Olivier Schatzky   | Franciaország                                                                       |
| Jó estét, Wallenberg úr        | God afton, Herr Wallenberg     | Kjell Grede        | Svédország                                                                          |
| Mosolyotthon                   | La casa del sorriso            | Marco Ferreri      | Olaszország                                                                         |
| Da taijian Li Lianying         | 大太監李蓮英                   | Tien Csuang-csuang | Kína, Hongkong                                                                      |
| A kis bűnöző                   | Le Petit criminel              | Jacques Doillon    | Franciaország                                                                       |
| Szeretők                       | Amantes                        | Vicente Aranda     | Spanyolország                                                                       |
| A csoda                        | The Miracle                    | Neil Jordan        | Egyesült Királyság, Írország                                                        |
| Mister Johnson                 | Mister Johnson                 | Bruce Beresford    | Amerikai Egyesült Államok                                                           |
| Der Berg                       | Der Berg                       | Markus Imhoof      | Svájc                                                                               |
| Csendes augusztusi napok       | Ήσυχες μέρες του Αυγούστου     | Pantelis Voulgaris | Görögország                                                                         |
| Oroszország-ház                | The Russia House               | Fred Schepisi      | Amerikai Egyesült Államok                                                           |
| Satana                         | Сатана                         | Viktor Aristov     | Szovjetunió                                                                         |
| A bárányok hallgatnak          | The Silence of the Lambs       | Jonathan Demme     | Amerikai Egyesült Államok                                                           |
| Dandan-e-mar                   | دندان مار                      | Masoud Kimiai      | Irán                                                                                |
| A siker                        | Erfolg                         | Franz Seitz Jr.    | Németország                                                                         |
| Der Tangospieler               | Der Tangospieler               | Roland Gräf        | Németország                                                                         |
| A kemény mag                   | Ultrà                          | Ricky Tognazzi     | Olaszország                                                                         |
| Uranus                         | Uranus                         | Claude Berri       | Franciaország                                                                       |
| Ked hviezdy boli cervené       | Ked hviezdy boli cervené       | Dušan Trančík      | Csehszlovákia, Franciaország                                                        |

### Retrospektív
Az alábbi filmeket vetítették a fesztivál retrospektív programjában:
| Magyar cím                                                                             | Eredeti cím                                                         | Rendező               | Ország                                        |
| -------------------------------------------------------------------------------------- | ------------------------------------------------------------------- | --------------------- | --------------------------------------------- |
| A huszonhetedik nap                                                                    | The 27th Day                                                        | William Asher         | Amerikai Egyesült Államok                     |
| Advise And Consent                                                                     | Advise And Consent                                                  | Otto Preminger        | Amerikai Egyesült Államok                     |
| Angyalarc                                                                              | Angel Face                                                          | Otto Preminger        | Amerikai Egyesült Államok                     |
| Berlini románc                                                                         | Eine Berliner Romanze                                               | Gerhard Klein         | Kelet-Németország                             |
| A légihíd                                                                              | The Big Lift                                                        | George Seaton         | Amerikai Egyesült Államok                     |
| Vera Cruz aranya                                                                       | The Big Steal                                                       | Don Siegel            | Amerikai Egyesült Államok                     |
| Véres Hold                                                                             | Blood on the Moon                                                   | Robert Wise           | Amerikai Egyesült Államok                     |
| Rettegés foka                                                                          | Cape Fear                                                           | J. Lee Thompson       | Amerikai Egyesült Államok                     |
| Elítélt falu                                                                           | Das verurteilte Dorf                                                | Martin Hellberg       | Kelet-Németország                             |
| Négyen a dzsipben                                                                      | Die vier im Jeep                                                    | Leopold Lindtberg     | Svájc                                         |
| Ébresztő a halottnak                                                                   | The Deadly Affair                                                   | Sidney Lumet          | Egyesült Királyság                            |
| Diplomatic Courier                                                                     | Diplomatic Courier                                                  | Henry Hathaway        | Amerikai Egyesült Államok                     |
| Der geteilte Himmel                                                                    | Der geteilte Himmel                                                 | Konrad Wolf           | Kelet-Németország                             |
| Don Camillo elvtárs                                                                    | Il compagno Don Camillo                                             | Luigi Comencini       | Olaszország, Franciaország                    |
| Dupla dinamit                                                                          | Double Dynamite                                                     | Irving Cummings       | Amerikai Egyesült Államok                     |
| Dr. Strangelove, avagy rájöttem, hogy nem kell félni a bombától, meg is lehet szeretni | Dr. Strangelove or How I Learned to Stop Worrying and Love the bomb | Stanley Kubrick       | Egyesült Királyság                            |
| Menekülés Kelet-Berlinből                                                              | Tunnel 28                                                           | Robert Siodmak        | Amerikai Egyesült Államok, Nyugat-Németország |
| Bombabiztos                                                                            | Fail Safe                                                           | Sidney Lumet          | Amerikai Egyesült Államok                     |
| Kedvesem, Isten veled                                                                  | Farewell, My Lovely                                                 | Dick Richards         | Amerikai Egyesült Államok                     |
| Szigorúan titkos                                                                       | For Eyes Only                                                       | Veiczi János          | Kelet-Németország                             |
| Frauenschicksale                                                                       | Frauenschicksale                                                    | Slatan Dudow          | Kelet-Németország                             |
| Eddie Coyle barátai                                                                    | The Friends of Eddie Coyle                                          | Peter Yates           | Amerikai Egyesült Államok                     |
| Oroszországból szeretettel                                                             | From Russia with Love                                               | Terence Young         | Egyesült Királyság                            |
| Temetés Berlinben                                                                      | Funeral in Berlin                                                   | Guy Hamilton          | Egyesült Királyság                            |
| Barnák előnyben                                                                        | Gentlemen Marry Brunettes                                           | Richard Sale          | Amerikai Egyesült Államok                     |
| Szőkék előnyben                                                                        | Gentlemen Prefer Blondes                                            | Howard Hawks          | Amerikai Egyesült Államok                     |
| Ég tudja, Mr. Allison                                                                  | Heaven Knows, Mr. Allison                                           | John Huston           | Amerikai Egyesült Államok                     |
| Tipikus nő                                                                             | His Kind of Woman                                                   | John Farrow           | Amerikai Egyesült Államok                     |
| Haza a dombról                                                                         | Home from the Hill                                                  | Vincente Minnelli     | Amerikai Egyesült Államok                     |
| Hot Blood                                                                              | Hot Blood                                                           | Nicholas Ray          | Amerikai Egyesült Államok                     |
| The Woman on Pier 13                                                                   | The Woman on Pier 13                                                | Robert Stevenson      | Amerikai Egyesült Államok                     |
| A testrablók támadása                                                                  | Invasion of the Body Snatchers                                      | Don Siegel            | Amerikai Egyesült Államok                     |
| Invasion U.S.A.                                                                        | Invasion U.S.A.                                                     | Alfred E. Green       | Amerikai Egyesült Államok                     |
| The Iron Curtain                                                                       | The Iron Curtain                                                    | William A. Wellman    | Amerikai Egyesült Államok                     |
| I Was a Communist for the FBI                                                          | I Was a Communist for the FBI                                       | Gordon Douglas        | Amerikai Egyesült Államok                     |
| Jet Pilot                                                                              | Jet Pilot                                                           | Josef von Sternberg   | Amerikai Egyesült Államok                     |
| Levél a Kremlbe                                                                        | The Kremlin Letter                                                  | John Huston           | Amerikai Egyesült Államok                     |
| Tükörútvesztő                                                                          | The Looking Glass War                                               | Frank Pierson         | Egyesült Királyság                            |
| The Lusty Men                                                                          | The Lusty Men                                                       | Nicholas Ray          | Amerikai Egyesült Államok                     |
| Makaó                                                                                  | Macao                                                               | Josef von Sternberg   | Amerikai Egyesült Államok                     |
| The Man Between                                                                        | The Man Between                                                     | Carol Reed            | Egyesült Királyság                            |
| A mandzsúriai jelölt                                                                   | The Manchurian Candidate                                            | John Frankenheimer    | Amerikai Egyesült Államok                     |
| Man on a Tightrope                                                                     | Man on a Tightrope                                                  | Elia Kazan            | Amerikai Egyesült Államok                     |
| Montana Belle                                                                          | Montana Belle                                                       | Allan Dwan            | Amerikai Egyesült Államok                     |
| A vadász éjszakája                                                                     | The Night of the Hunter                                             | Charles Laughton      | Amerikai Egyesült Államok                     |
| Egy, kettő, három                                                                      | One, Two, Three                                                     | Billy Wilder          | Amerikai Egyesült Államok                     |
| Kísért a múlt                                                                          | Out of the Past                                                     | Jacques Tourneur      | Amerikai Egyesült Államok                     |
| A törvényen kívüli                                                                     | The Outlaw                                                          | Howard Hughes         | Egyesült Királyság                            |
| A sápadt arcú                                                                          | The Paleface                                                        | Norman Z. McLeod      | Amerikai Egyesült Államok                     |
| Az üldözött                                                                            | Pursued                                                             | Raoul Walsh           | Amerikai Egyesült Államok                     |
| Quatermass 2                                                                           | Quatermass 2                                                        | Val Guest             | Egyesült Királyság                            |
| The Red Danube                                                                         | The Red Danube                                                      | George Sidney         | Amerikai Egyesült Államok                     |
| Vörös hajnal                                                                           | Red Dawn                                                            | John Milius           | Amerikai Egyesült Államok                     |
| The Red Menace                                                                         | The Red Menace                                                      | R. G. Springsteen     | Amerikai Egyesült Államok                     |
| Red Nightmare                                                                          | Red Nightmare                                                       | George Waggner        | Amerikai Egyesült Államok                     |
| Red Planet Mars                                                                        | Red Planet Mars                                                     | Harry Horner          | Amerikai Egyesült Államok                     |
| The Revolt Of Mamie Stover                                                             | The Revolt Of Mamie Stover                                          | Raoul Walsh           | Amerikai Egyesült Államok                     |
| A folyó, ahonnan nincs visszatérés                                                     | River of No Return                                                  | Otto Preminger        | Amerikai Egyesült Államok                     |
| Ryan lánya                                                                             | Ryan's Daughter                                                     | David Lean            | Egyesült Királyság                            |
| Hét májusi nap                                                                         | Seven Days in May                                                   | John Frankenheimer    | Amerikai Egyesült Államok                     |
| Son of Paleface                                                                        | Son of Paleface                                                     | Frank Tashlin         | Amerikai Egyesült Államok                     |
| Les Espions                                                                            | Les Espions                                                         | Henri-Georges Clouzot | Franciaország, Olaszország                    |
| A kém, aki a hidegből jött                                                             | The Spy Who Came in from the Cold                                   | Martin Ritt           | Egyesült Királyság                            |
| Verspätung in Marienborn                                                               | Verspätung in Marienborn                                            | Rolf Hädrich          | Nyugat-Németország                            |
| Egy ifjú házaspár története                                                            | Roman einer jungen Ehe                                              | Kurt Maetzig          | Kelet-Németország                             |
| The Tall Men                                                                           | The Tall Men                                                        | Raoul Walsh           | Amerikai Egyesült Államok                     |
| Mániákus motorosok                                                                     | Thunder Road                                                        | Arthur Ripley         | Amerikai Egyesült Államok                     |
| Topáz                                                                                  | Topaz                                                               | Alfred Hitchcock      | Egyesült Királyság                            |
| Szakadt függöny                                                                        | Torn Curtain                                                        | Alfred Hitchcock      | Amerikai Egyesült Államok                     |
| Track of the Cat                                                                       | Track of the Cat                                                    | William A. Wellman    | Amerikai Egyesült Államok                     |
| Walk East on Beacon                                                                    | Walk East on Beacon                                                 | Alfred L. Werker      | Amerikai Egyesült Államok                     |
| Where Danger Lives                                                                     | Where Danger Lives                                                  | John Farrow           | Amerikai Egyesült Államok                     |
| A csodálatos vidék                                                                     | The Wonderful Country                                               | Robert Parrish        | Amerikai Egyesült Államok                     |
| Jakuzák                                                                                | The Yakuza                                                          | Sydney Pollack        | Amerikai Egyesült Államok                     |
| The Young Lovers                                                                       | The Young Lovers                                                    | Anthony Asquith       | Egyesült Királyság                            |

## Győztesek
- Arany Medve: Mosolyotthon (Marco Ferreri)
- Zsűri Nagydíja:
  - La condanna (Marco Bellocchio)
  - Satana (Viktor Aristov)
- Ezüst Medve díj a legjobb rendezőnek: 
  - Jonathan Demme (A bárányok hallgatnak)
  - Ricky Tognazzi (A kemény mag)
- Ezüst Medve díj a legjobb színésznőnek: Victoria Abril (Szeretők)
- Ezüst Medve díj a legjobb színésznek: Maynard Eziashi (Mister Johnson)
- Ezüst Medve díj egyedülálló teljesítményért: Kevin Costner (Farkasokkal táncoló)
- Tiszteletbeli említés:
  - Dandan-e-mar
  - A kis bűnöző (Jacques Doillon)
  - Da taijian Li Lianying
- FIPRESCI-díj
  - A kis bűnöző (Jacques Doillon)

## Fordítás
- Ez a szócikk részben vagy egészben  a(z)   41st Berlin International Film Festival című angol Wikipédia-szócikk fordításán alapul.  Az eredeti cikk szerkesztőit annak laptörténete sorolja fel. Ez a jelzés csupán a megfogalmazás eredetét és a szerzői jogokat jelzi, nem szolgál a cikkben szereplő információk forrásmegjelöléseként.